# Babati
Babati è una città della Tanzania, situata nella regione del Manyara, della quale è capoluogo.